# Corythalia iridescens
Corythalia iridescens är en spindelart som beskrevs av Alexander Petrunkevitch 1926. Corythalia iridescens ingår i släktet Corythalia och familjen hoppspindlar. Inga underarter finns listade i Catalogue of Life.